# Stara Kamionka (powiat suwalski)
Stara Kamionka – wieś w Polsce położona w województwie podlaskim, w powiecie suwalskim, w gminie Bakałarzewo.
W latach 1975–1998 miejscowość należała administracyjnie do województwa suwalskiego.